# Distrikt Cahuacho
Der Distrikt Cahuacho liegt in der Provinz Caravelí in der Region Arequipa im Südwesten von Peru. Der Distrikt wurde am 22. Februar 1935 gegründet. Er besitzt eine Fläche von 1385 km². Beim Zensus 2017 wurden 682 Einwohner gezählt. Im Jahr 1993 lag die Einwohnerzahl bei 830, im Jahr 2007 bei 881. Sitz der Distriktverwaltung ist die 3340 m hoch gelegene Ortschaft Cahuacho mit 187 Einwohnern (Stand 2017). Cahuacho liegt 32 km nordnordwestlich der Provinzhauptstadt Caravelí. Das Gebiet ist fast vollständig Wüste. Die Quebrada Caravelí (im Oberlauf Quebrada Ocoruro) entwässert den zentralen Teil des Distrikts nach Süden. Der äußerste Nordwesten liegt im Einzugsgebiet des Río Chaparra, der äußerste Südwesten im Einzugsgebiet des Río Atico. Entlang der nordöstlichen Distriktgrenze fließt der Río Marán, rechter Quellfluss des Río Ocoña, nach Südosten.

## Geographische Lage
Der Distrikt Cahuacho liegt an der Südflanke der Cordillera Volcánica im Nordosten der Provinz Caravelí. Die Längsausdehnung in Ost-West-Richtung beträgt knapp 50 km, die maximale Breite liegt bei etwa 35 km. Im äußersten Norden reicht der Distrikt bis an den Südhang des 5505 m hohen Vulkans Sarasara.
Der Distrikt Cahuacho grenzt im Westen an den Distrikt Quicacha, im Norden an die Distrikte Puyusca (Provinz Parinacochas) und Pausa (Provinz Páucar del Sara Sara), im Nordosten an den Distrikt Tauría (Provinz La Unión), im Osten an den Distrikt Yanaquihua (Provinz Condesuyos), im Süden an den Distrikt Caravelí sowie im äußersten Südwesten an den Distrikt Atico.